# Miecz świetlny

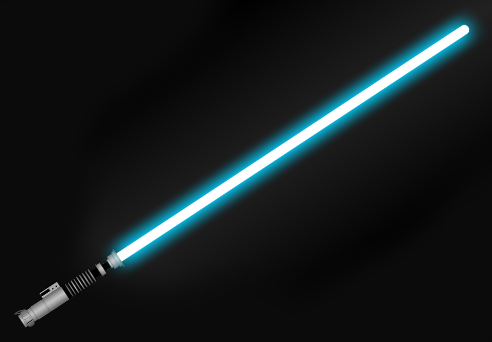
Miecz świetlny

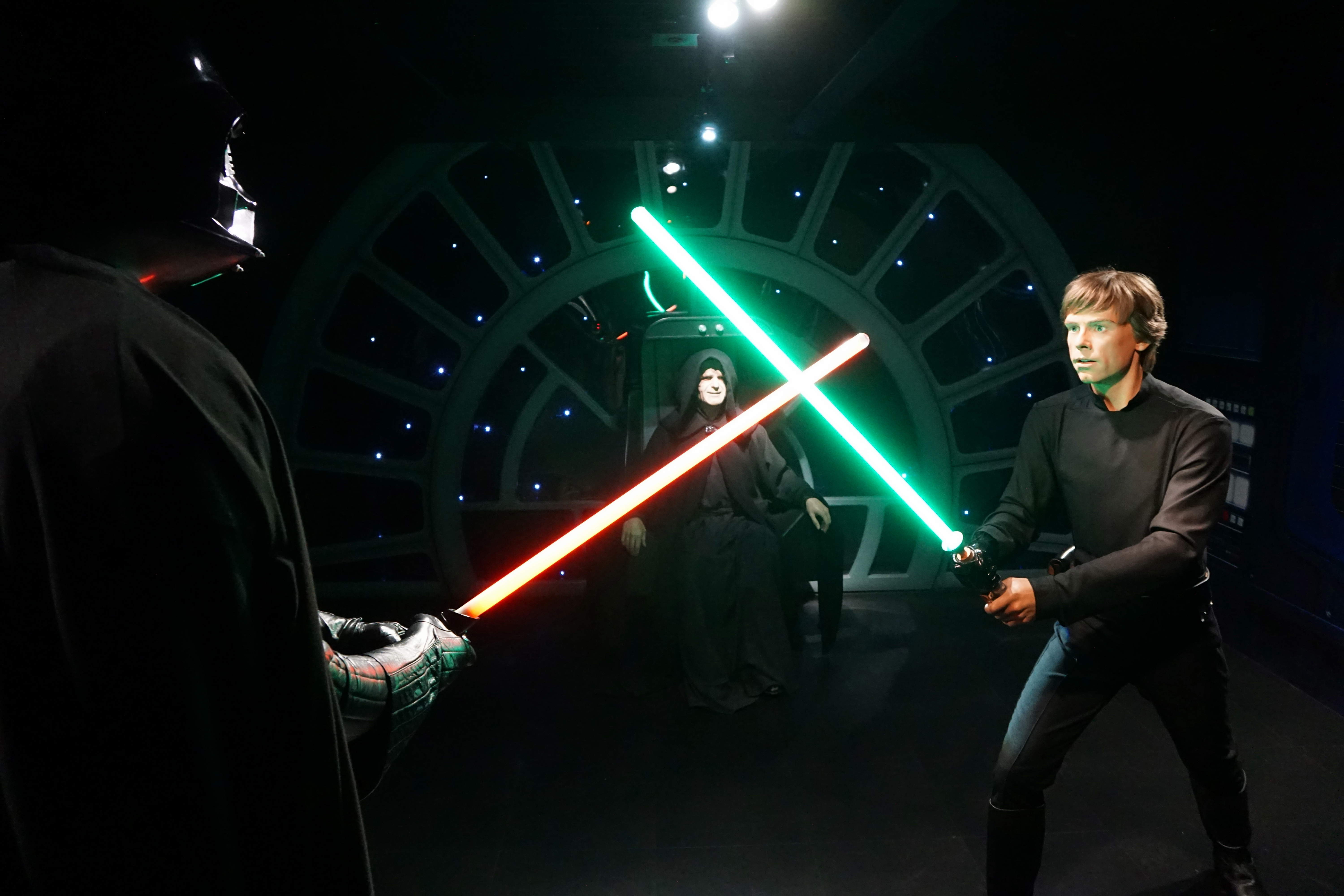
Luke Skywalker w starciu z Darthem Vaderem na miecze świetlne

Miecz świetlny (ang. lightsaber, tłum. dosł. świetlna szabla) – fikcyjny miecz z uniwersum Gwiezdnych wojen. Tradycyjna broń rycerzy Jedi, a także Mrocznych Jedi i Sithów.
Zbudowanie własnego miecza świetlnego jest jednym z ważnych etapów szkolenia Jedi. Zanim to nastąpi, młodzi uczniowie korzystają z mieczy treningowych, a z upływem czasu mistrz zdradza swojemu uczniowi tajniki budowy miecza bojowego.

## Budowa i działanie
Elegancka broń na bardziej cywilizowane czasy. – Obi-Wan Kenobi
Typowy miecz świetlny ma 20–30-centymetrowej długości rękojeść (podobną do rękojeści rakiety tenisowej) wyposażoną w emiter na jednym z końców. Po uruchomieniu miecza za pośrednictwem umieszczonego na rękojeści przycisku, emiter wytwarza ostrze (właśc. głownię) energetyczne o długości około jednego metra. Broń ta może łatwo przeciąć większość znanych w Galaktyce materiałów. Ostrze może również służyć do odbijania wiązek z blastera.
Do materiałów i obiektów odpornych bądź częściowo odpornych na działanie miecza świetlnego należą:
- żelazo mandaloriańskie (beskar),
- niektóre specjalne, wyjątkowo odporne stopy metali stosowane do konstrukcji okrętów kosmicznych,
- niektóre typy osłon energetycznych,
- skorupa orbalisków,
- niektóre typy broni białej wzmacnianej metodami alchemicznymi z użyciem Mocy,
- cortosis – nietrwały metal występujący zazwyczaj w postaci rudy, który w zetknięciu z ostrzami większości mieczy świetlnych na pewien czas je dezaktywuje,
- skóra bestii Zillo, której łuski nie da się przeciąć mieczem świetlnym.

### Warianty
Podstawowy typ miecza świetlnego to opisana powyżej broń o pojedynczym ostrzu. Znane są jednak odstępstwa od tej formy, spośród których najczęstsze to:
- miecz o dwóch ostrzach wysuwających się z przeciwległych końców rękojeści (zazwyczaj około trzykrotnie dłuższej, niż w modelu „standardowym”)[1]; niektóre z tego typu mieczy mogą być rozłączane i służyć jako dwie pojedyncze bronie,
- krótki miecz (tzw. shoto) stosowany przez niektórych mistrzów szermierki jako broń dodatkowa, trzymana w drugiej ręce,
- miecze treningowe o ostrzach wywołujących jedynie lekkie oparzenia,
- liczne wersje indywidualne, dostosowane do specyficznej budowy fizycznej ich posiadaczy lub egzotycznych sposobów walki, np. krótki miecz Yody, ciężki Gorca lub szermiercze ostrze o zagiętej rękojeści Dooku.

### Części miecza świetlnego

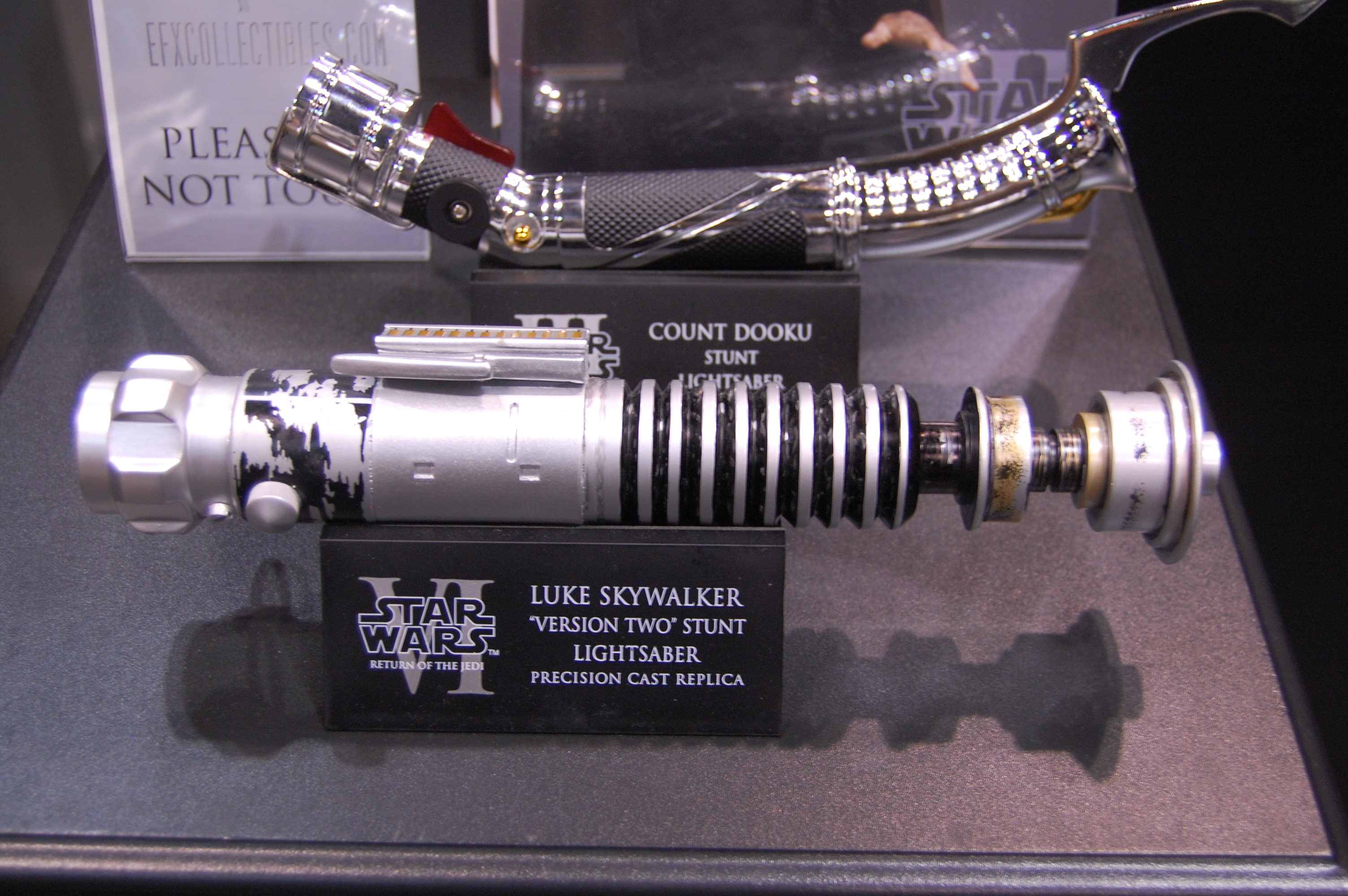
Miecze świetlne należące do: Luke’a Skywalkera (na pierwszym planie), Hrabiego Dooku (na drugim planie)

- Rękojeść stanowiąca obudowę mieszczącą wewnątrz wszystkie komponenty – jej dokładna budowa, materiał oraz wykończenie zależą w dużym stopniu od twórcy miecza oraz dostępności odpowiednich komponentów, czasami wykonywana była z materiału odpornego na przecięcie, aby nie dopuścić do uszkodzenia broni w trakcie potyczki, choć w egzemplarzach „ubogich” często stosowano zwykłe, powszechnie dostępne metale.
- Bateria – miecze świetlne budowane w okresie około 5000 lat BNH posiadały baterię zewnętrzną – noszoną zazwyczaj przez Jedi przy pasie i połączoną kablem z rękojeścią broni. W późniejszych odmianach tej broni bateria jest pojemna, mała i z reguły nie wystaje na zewnątrz obudowy. Bateria miecza świetlnego nie potrzebuje częstego ładowania, gdyż emitowana przez broń energia nie powraca do niej tylko w przypadku przecinania rozmaitych powierzchni itp.
- Kryształ główny[2] – skupia i tworzy klingę miecza świetlnego, decyduje o wielu jej właściwościach, w tym o kolorze.
- Kryształy dodatkowe – mogą nadawać ostrzu inne specyficzne właściwości. Zdarzały się miecze świetlne, których właściciele montowali wewnątrz system pozwalający na zamianę lub włączenie w obwód dodatkowego kryształu – ostrze takiej broni mogło być dzięki temu na przykład wydłużane lub skracane.
- Soczewka – jej celem jest ostateczne skupienie promienia przed wyemitowaniem go na zewnątrz miecza.
- Emiter – „system wylotowy” wpływający na szerokość oraz długość ostrza.
- Regulator mocy – umożliwia regulowanie przepływu mocy, a więc siły ostrza, co jest istotne podczas treningów uczniów Jedi.
- Włącznik – najczęściej spotykane to włączniki pozycyjne lub w formie przycisku; w niektórych mieczach puszczenie go powoduje wyłączenie ostrza, w innych – nie. Znany jest przypadek Mrocznego Jedi, który włączniki mieczy świetlnych umieszczał wewnątrz ich rękojeści – celem takiego działania było umożliwienie uruchamiania ich jedynie Mocą.
- Zaczep – nie jest tak istotny jak inne części, lecz przydaje się do przypinania miecza do pasa.

### Kolory ostrzy

Różne kolory mieczy świetlnych

W filmach i większości innych źródeł z serii Gwiezdnych wojen postaci negatywne korzystają zazwyczaj z mieczy świetlnych o czerwonych ostrzach. Inne najpopularniejsze kolory, z reguły przysługujące bohaterom pozytywnym, to niebieski, zielony, fioletowy, żółty oraz pomarańczowy. Są jednak wyjątki w grze Dark Forces II, gdzie negatywne postacie, poza Jerecem i Mawem, posiadają miecze o innych kolorach ostrzy: Yun włada mieczem o żółtym ostrzu Gorc i Pic pomarańczowymi, Sariss niebieskim, a Boc dwoma fioletowymi. Praktycznie jednak możliwe jest wykonanie miecza o ostrzu dowolnego widzialnego koloru – zależy to od wykorzystanych w jego budowie kryształów: głównego i dodatkowych. Do najrzadszych kolorów mieczy należą srebrny, złoty, seledynowy czy czarny.

### Proces wytwarzania
I see you have constructed a new lightsaber. Your skills are complete. Indeed you are powerful, as the Emperor has foreseen. – Widzę, że zbudowałeś nowy miecz świetlny. Twoje umiejętności są kompletne. Istotnie jesteś potężny, jak to przewidział Imperator – Darth Vader do Luke Skywalkera.
Chociaż na przestrzeni kilku tysięcy lat w konstrukcji miecza świetlnego dokonał się znaczący postęp, to sama budowa nie uległa wielkiej modyfikacji. Układ i elementy składowe pozostały praktycznie te same. Zasadniczo, znając schemat i mając dostępne odpowiednie podzespoły, możliwe jest wykonanie tej broni w przeciągu paru godzin, a nawet kilkudziesięciu minut nawet dla osoby niespecjalnie wtajemniczonej w arkana Jedi czy Sith, jednak aby ta broń miała pożądane właściwości, była operatywna, a przede wszystkim niezawodna, niezbędne są specjalne przygotowania i zabiegi.
Pierwszy „prawdziwy” miecz (nie licząc treningowych), jeszcze jako Padawan praktykujący pod okiem Mistrza, młody adept otrzymywał od swojego Mistrza lub też (co było również przyjęte, o ile istniała taka możliwość) od kogoś z rodziny, kto był Rycerzem lub Mistrzem Jedi, zwykle od ojca. Z czasem i w miarę nabywania doświadczenia, zwykle po pomyślnym zaliczeniu prób, przed samym pasowaniem na Rycerza Jedi, młody adept był wtajemniczany w szczegóły wykonywania miecza. Jedną z ostatnich prób, często wykonywanych pod bacznym okiem Mistrza, było zdobycie odpowiedniego kryształu. Przed ceremonią pasowania na Rycerza Jedi, aby stać się pełnoprawnym i już samodzielnym członkiem Zakonu, młody Rycerz przystępował do konstrukcji swojego pierwszego, całkowicie własnego miecza świetlnego. Drugi, bardziej wyspecjalizowany i zaawansowany miecz był wykonywany dla potwierdzenia rangi Mistrza Jedi, również po pomyślnym zaliczeniu prób, tym razem zleconych przez Radę Zakonu.
Należy zaznaczyć, iż miecz świetlny to broń wysoce zindywidualizowana. Przystępując do właściwego wytwarzania (zakładając, że wszystkie niezbędne elementy już zostały zgromadzone), przyszły właściciel dokonywał obróbki najważniejszego elementu – kryształu. Aby w pełni zintegrować się z przyszłą bronią, przez kilka tygodni wprowadzał się w stan medytacji i nasycał kryształ własną Mocą. Był to bardzo ważny etap, utworzenie odpowiedniej geometrii koncentrującej wiązkę w porównaniu z całym tym procesem było zupełnie nieznaczącym detalem. To coś, co można by porównać z długotrwałym i mozolnym wykuwaniem klingi tradycyjnego miecza. Następnie, mając już cały ten proces za sobą (zwykle wiedział, kiedy kryształ jest już gotowy), dokonywał (zazwyczaj również przy pomocy Mocy) ostatecznego złożenia miecza.
Zarówno Jedi, jak ich wrogowie Sith, wykonywali miecze w bardzo podobny sposób. Do różnic zaliczało się m.in. zarówno wspomniane sztuczne hodowanie kryształu wspomagane alchemią, jak i posługiwanie się ciemną stroną Mocy przez Sithów.